# Alexander Grau (Rennfahrer)
Alexander „Sandy“ Grau (* 17. Februar 1973 in Augsburg) ist ein ehemaliger deutscher Automobilrennfahrer.

## Karriere
Grau begann seine Karriere 1986 bis 1990 mit dem Kartsport. 1991 stieg er in die ADAC Formel Junior auf und wurde dort bereits ein Jahr später Meister. 1993 wurde Grau von Mercedes-Benz für das neue DTM-Junior-Team in die Deutsche Tourenwagen-Meisterschaft berufen. Gemeinsam mit Stig Amthor fuhr er in einem Mercedes-Benz 190E 2.5-16 Evo II, konnte allerdings wegen des gegenüber den Werksteams technisch unterlegenen Wagens nur 13 Punkte in der Saison einfahren. Auch 1994 blieb Grau neben Amthor beim Junior-Team, erzielte jedoch nur einen Punkt. 1995 bekam er einen Platz in einer Zakspeed-Mercedes-Benz-C-Klasse V6. Mit technisch höherwertigem Material fuhr Grau neben Kurt Thiim, Louis Krages und Ellen Lohr regelmäßig in die Punkteränge; drei Mal platzierte er sich unter den ersten drei. Mit 68 Punkten in der DTM und 39 in der parallel ausgetragenen ITC empfahl sich Grau für einen AMG-Werkswagen in der ITC-Saison 1996. Jedoch konnte sich Grau nicht gegen die starke Konkurrenz durchsetzen und so wurde er zur Saisonmitte in das Persson-Team versetzt.
Nach dem Ende der Deutschen Tourenwagen-Meisterschaft bzw. International Touring Car Championship wechselte Grau 1997 in die FIA-GT-Meisterschaft. Dort fuhr er für seinen ehemaligen Arbeitgeber Zakspeed Porsche 911 GT1. 2000 stieg Grau für einige Jahre in den Porsche Carrera Cup Deutschland ein.

## Statistik

### Le-Mans-Ergebnisse
| Jahr | Team             | Fahrzeug        | Teamkollege   | Teamkollege | Platzierung | Ausfallgrund |
| ---- | ---------------- | --------------- | ------------- | ----------- | ----------- | ------------ |
| 1997 | GT1 Lotus Racing | Lotus Elise GT1 | Mike Hezemans | Jan Lammers | Ausfall     | Ölpumpe      |